# Дава (партия)
Партия «Дава» (араб. حزب الدعوة الإسلامية‎, Хизб аль-Да’ва аль-Исламийя — Партия Исламского Призыва) — иракская партия радикально-шиитского толка.

## История
Образована в конце 1950-х для борьбы с светской формой правления, коммунизмом и баасистским социализмом. Находилась в тесных связях с суннитскими исламскими фундаменталистами. В 1970-х развернула вооруженную антиправительственную борьбу. Поддержала Исламскую революцию в Иране в 1979 году и сформировала вооруженное крыло «шахиды ас-Садра». Являлась «пятой колонной» в годы ирано-иракской войны. В 2006 сформировала правительство Ирака.